# Slagboom

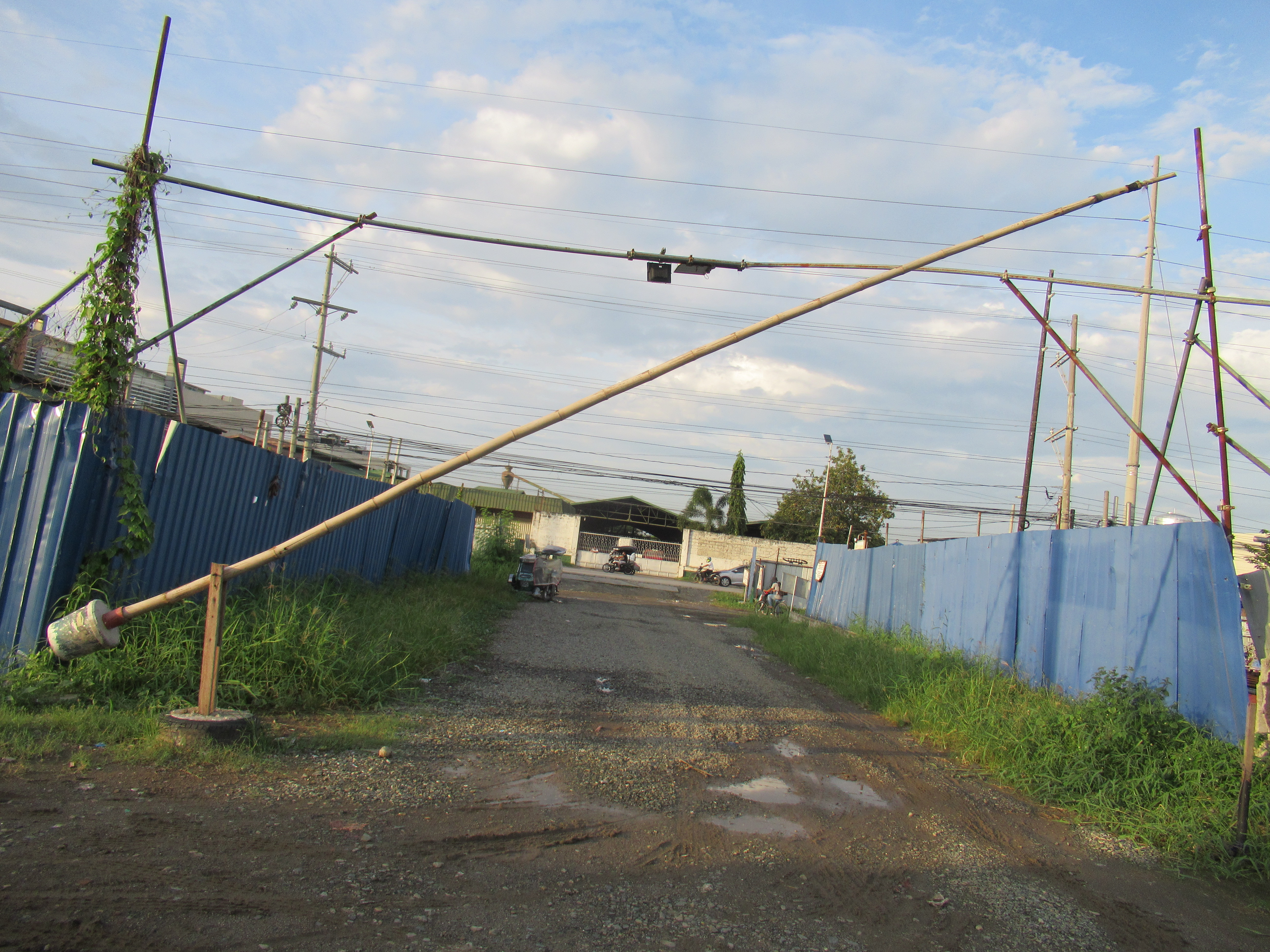
Bamboe slagboom blijft open door contragewicht. Een touw sluit de boom. De fundering is in een autowiel gegoten.

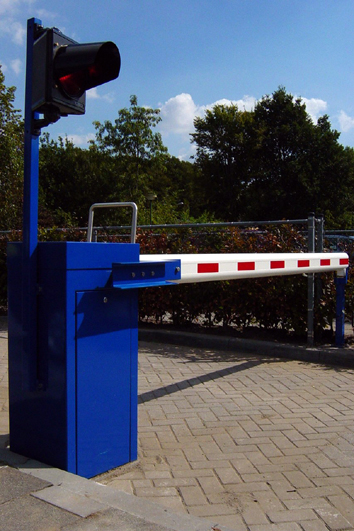
Een slagboom bij een parkeerplaats

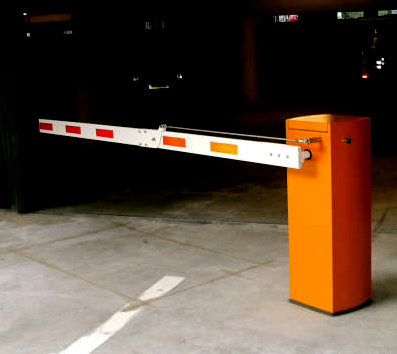
Slagboom met sluitlus

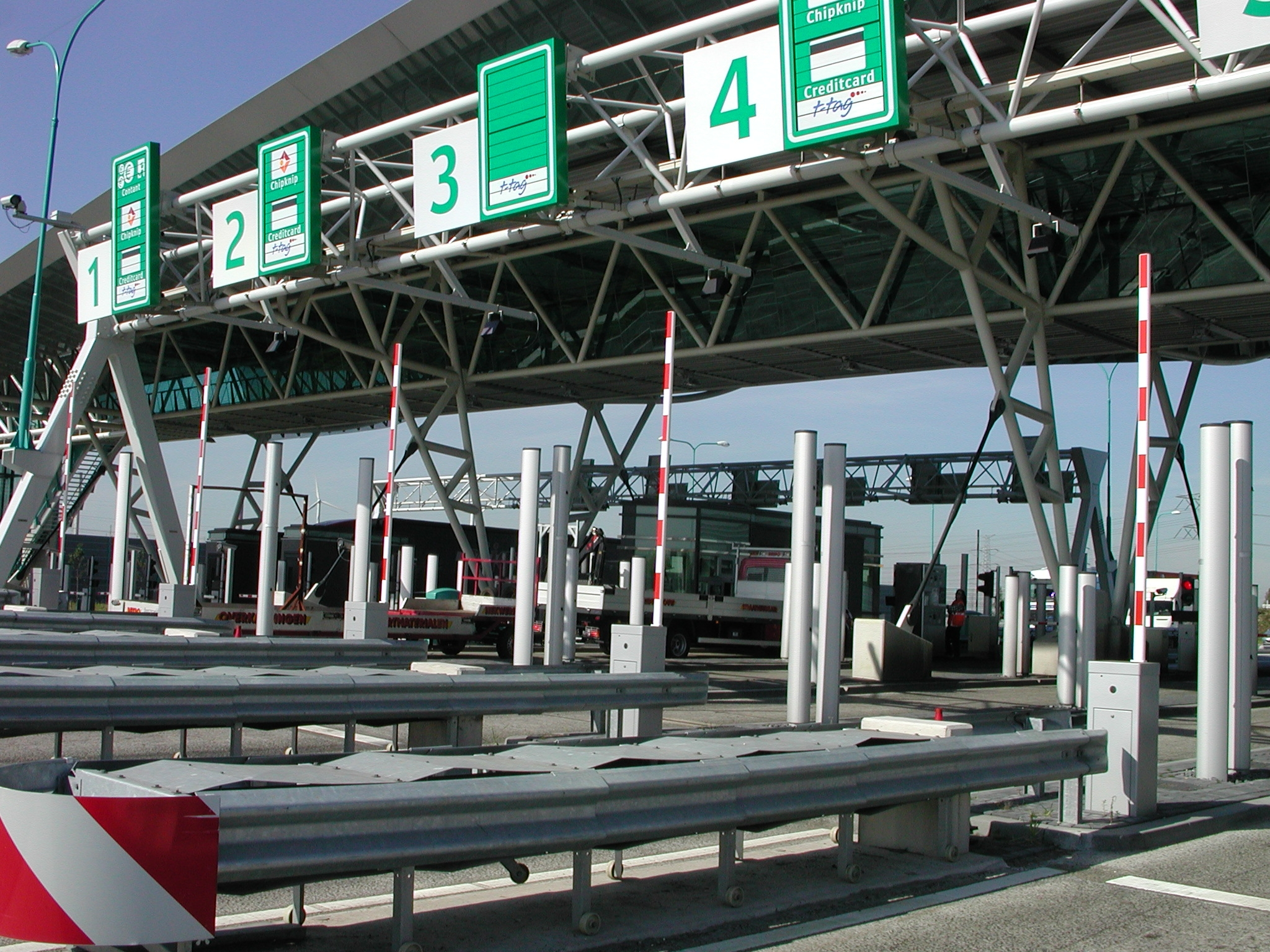
Tolslagbomen Westerscheldetunnel

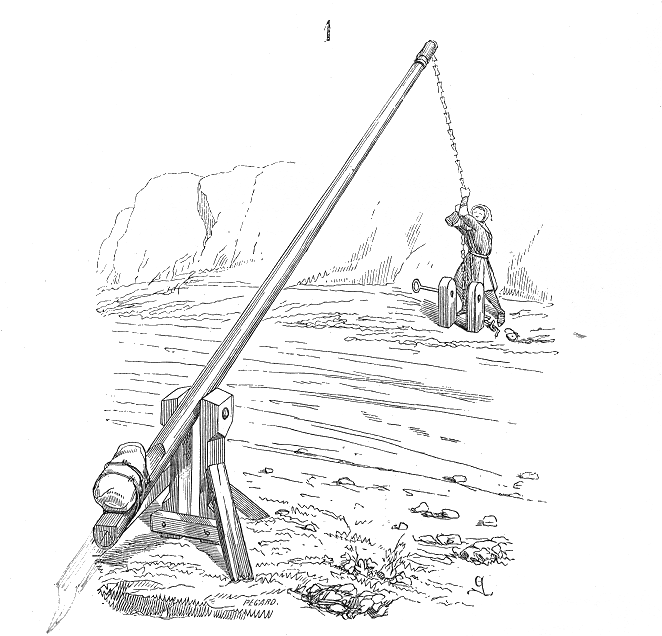
Historische handbediende slagboom met contragewicht in Frankrijk

Een slagboom is een afsluitingsmechanisme dat dient om controle uit te kunnen oefenen over het gebruik van een doorgang of een toegang. Andere benamingen die worden gebruikt zijn afsluitboom, hefboom en bareel (Vlaams). Er zijn zowel handbediende slagbomen als slagbomen die door middel van een aandrijving worden bewogen.

## Toepassingen
Doorgang mogelijk met onderbrekingen, onder meer wegens kruisend verkeer:
- Bij een brug.
- Bij een overweg van een spoorlijn, (snel)tramlijn of buslijn (ze worden dan spoorboom genoemd).
- Bij de op- en afrit naar een veerboot.

Toegang alleen met autorisatie, tegen betaling, of onder andere voorwaarden (wel aangeduid als toegangsbeheersing of toegangscontrole):
- Bij een parkeergarage, parkeerterrein, camping, bedrijfsterrein.
- Bij een tolweg, waaronder een toltunnel. In andere landen, met name Frankrijk, Spanje en Italië, zijn grote aantallen slagbomen geplaatst bij tolstations op autosnelwegen. De enige bekende toltoepassingen in Nederland zijn bij de toegangen tot de Westerschelde- en Kiltunnel. Bij tolstations worden de slagbomen vaak aangereden. Daarom zijn voor deze toepassing slagbomen ontwikkeld die geen dan wel beperkte schade of letsel veroorzaken. Bij aanrijdingen tot 80 km/h is er geen schade aan de auto en de slagboom.
- Bij een grensovergang.

Uitgangscontrole dient vaak voor het achteraf afrekenen van de toegang (als dit van de verblijfsduur afhangt), of controle dat men heeft afgerekend, maar kan eventueel ook als doel hebben vertrek tegen te gaan dat ongeautoriseerd is om een andere reden dan dat men niet betaalt.

## Techniek
In het verleden werden met name de zeer zware slagbomen nog geleverd met een hydraulische of pneumatische aandrijving. De huidige moderne slagbomen worden in het algemeen aangedreven door een elektromotor, gecombineerd met een snelheidsreductor. Uitzonderingen zijn enkele Italiaanse fabricaten, die nog zijn voorzien van een (lichte) hydraulische aandrijving.
Bij slagbomen met armen boven 2,5 m wordt bij de betere apparatuur een balancering van de slagboomarm toegepast. Bij een spoorboom gebeurt dat door een contragewicht, bij andere slagbomen vaak met een ingebouwd veersysteem.
In parkeergarages, waar de hoogte vaak beperkt is, worden geknikte slagbomen gebruikt. Gaat een dergelijke slagboom omhoog, dan blijft het uiterste deel horizontaal. 
Bij de meeste slagboominstallaties voor toegangsbeheersing worden voertuigdetectielussen in het wegdek aangebracht voor het automatisch sluiten van de slagboom na een passage van een voertuig of het automatisch openen voor uitgaand verkeer. Bij een goed geïnstalleerd systeem zorgt de 'sluitlus' er ook voor dat de slagboom niet sluit zo lang er nog een auto onder staat. Een voertuigdetectielus kan alleen objecten met voldoende metaalmassa detecteren. Mede daardoor is een slagboom vaak niet geschikt voor de doorgang van fietsers en zeker niet voor voetgangers; ook kunnen bij de passage van invalidenwagens problemen optreden. Incidenteel worden in plaats van voertuigdetectielussen fotocellen geplaatst om dezelfde functies te realiseren.

## Foto's van toepassingen

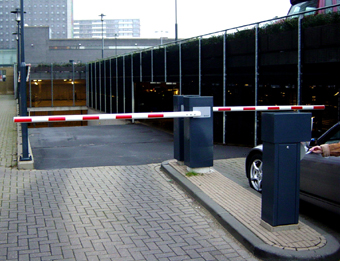
Slagboomsysteem bij parkeerkelder
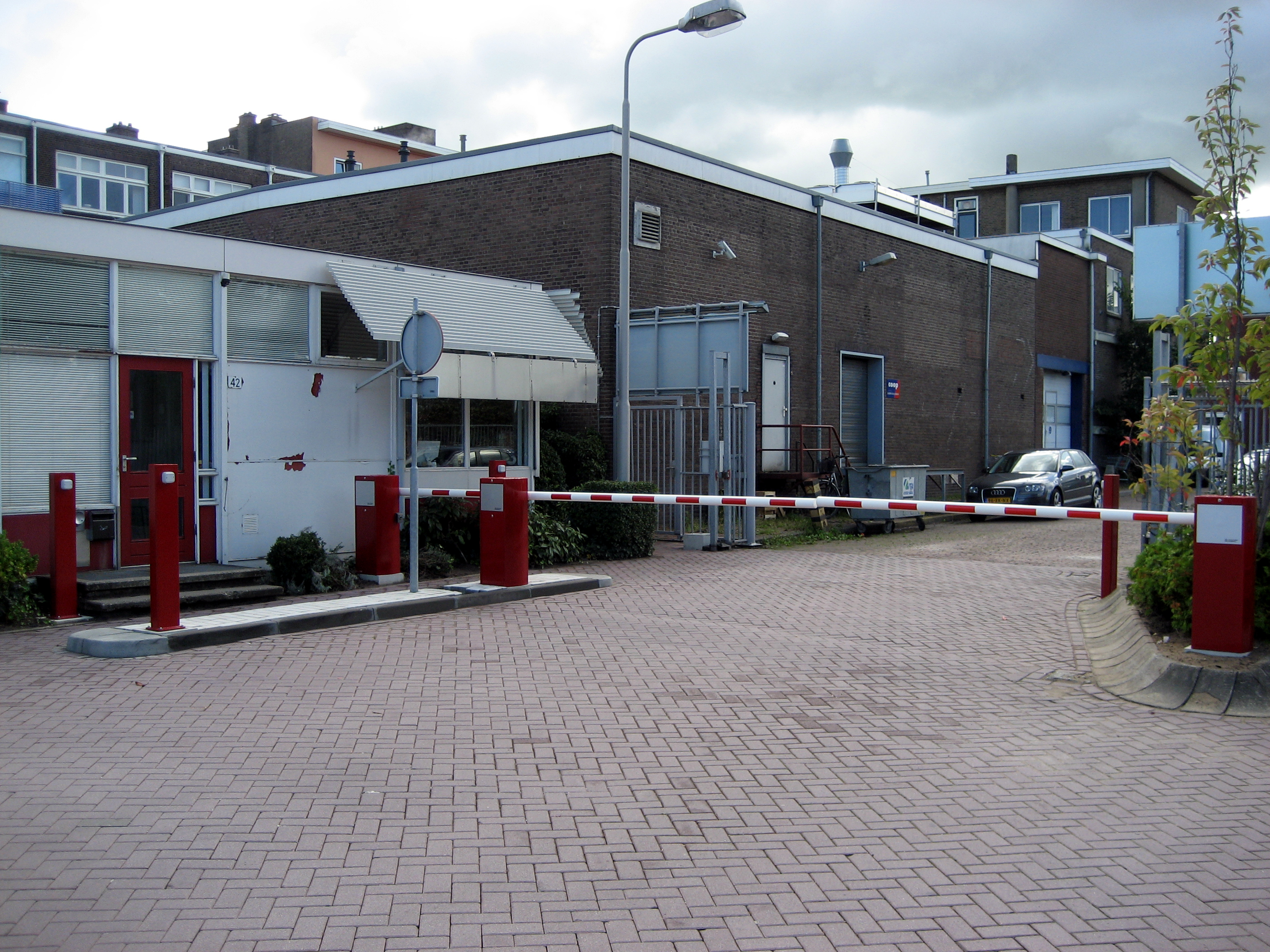
Slagboom bij fabriek
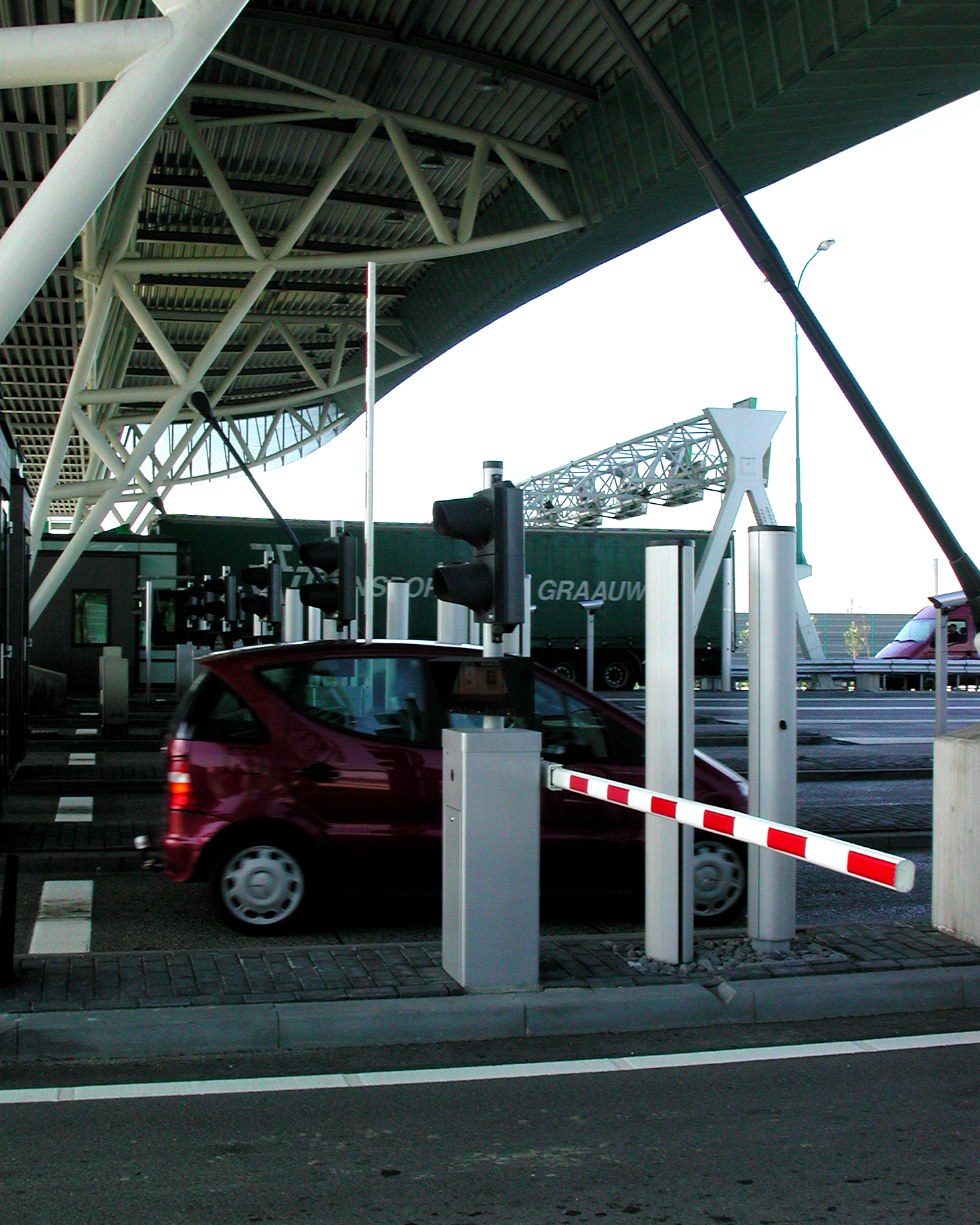
Slagboom bij tolstation
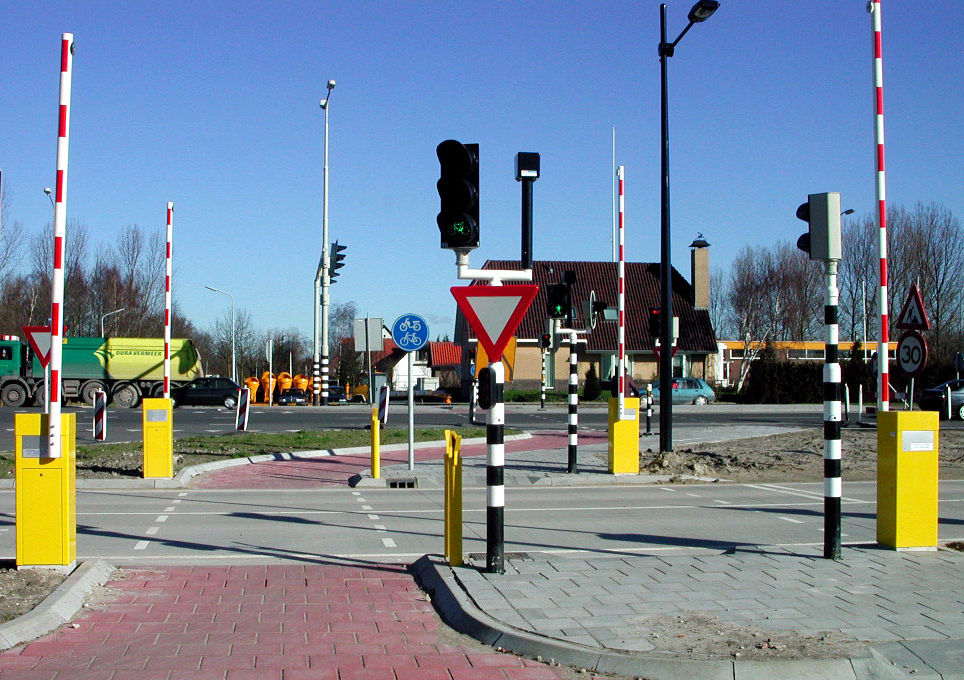
Slagbomen bij vrije busbaan (IJweg Hoofddorp)
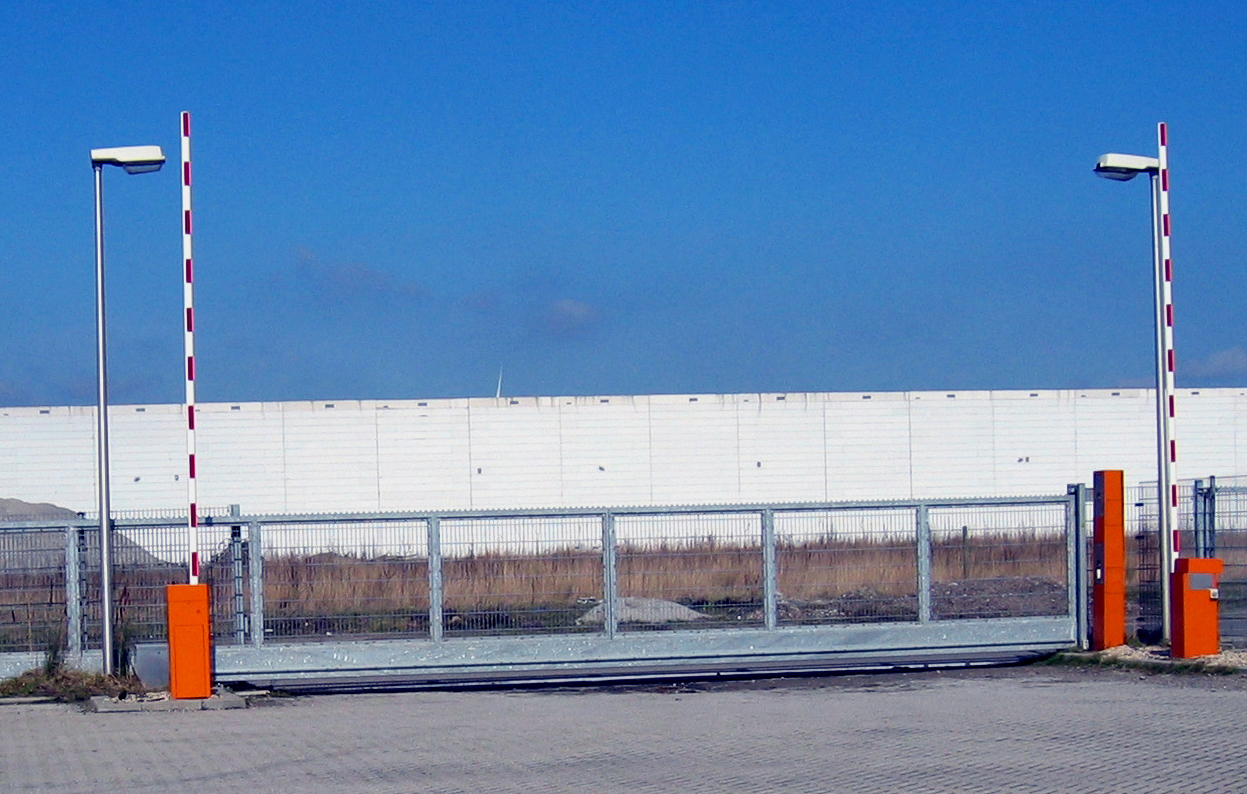
Slagbomen bij transportbedrijf
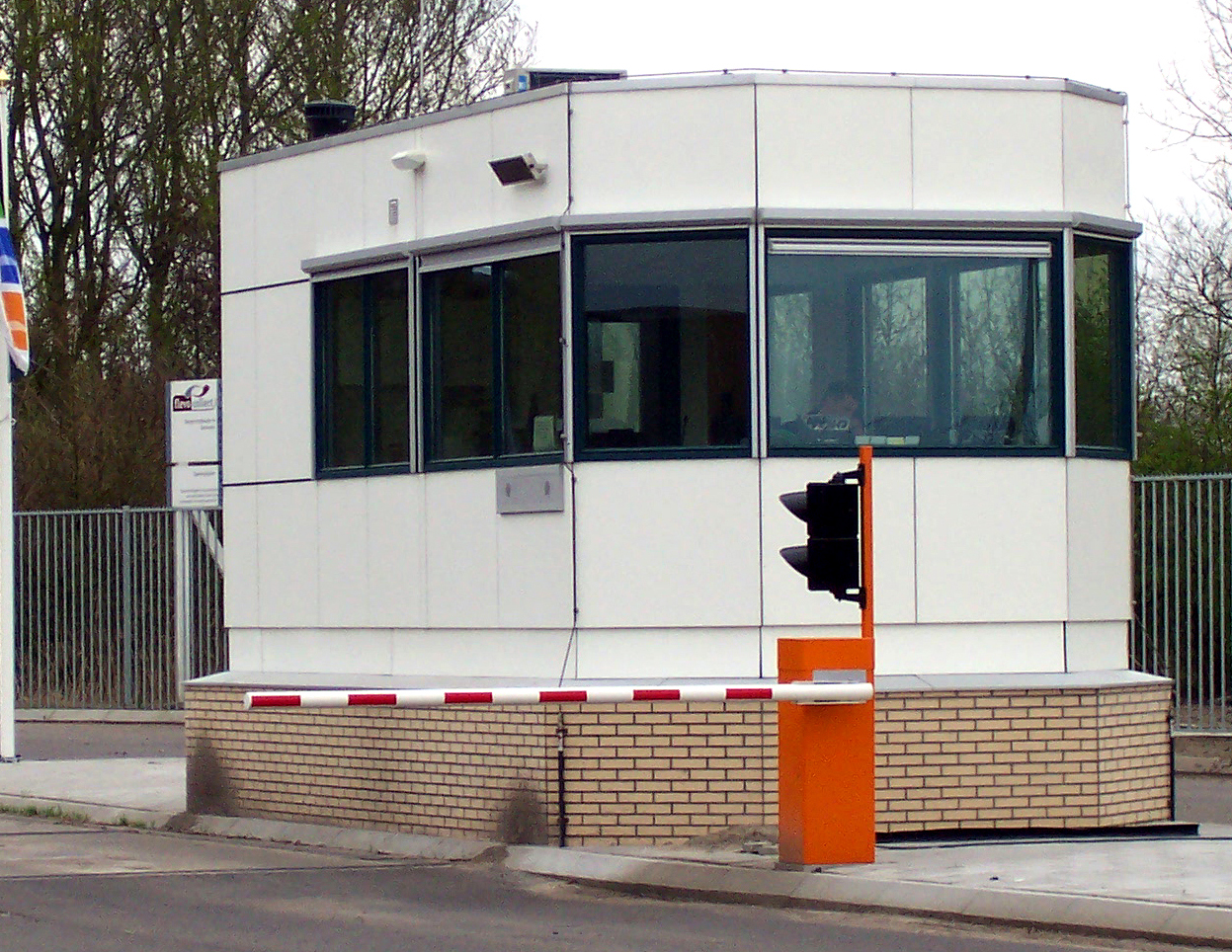
Slagboom bij afvalverwerkingsbedrijf
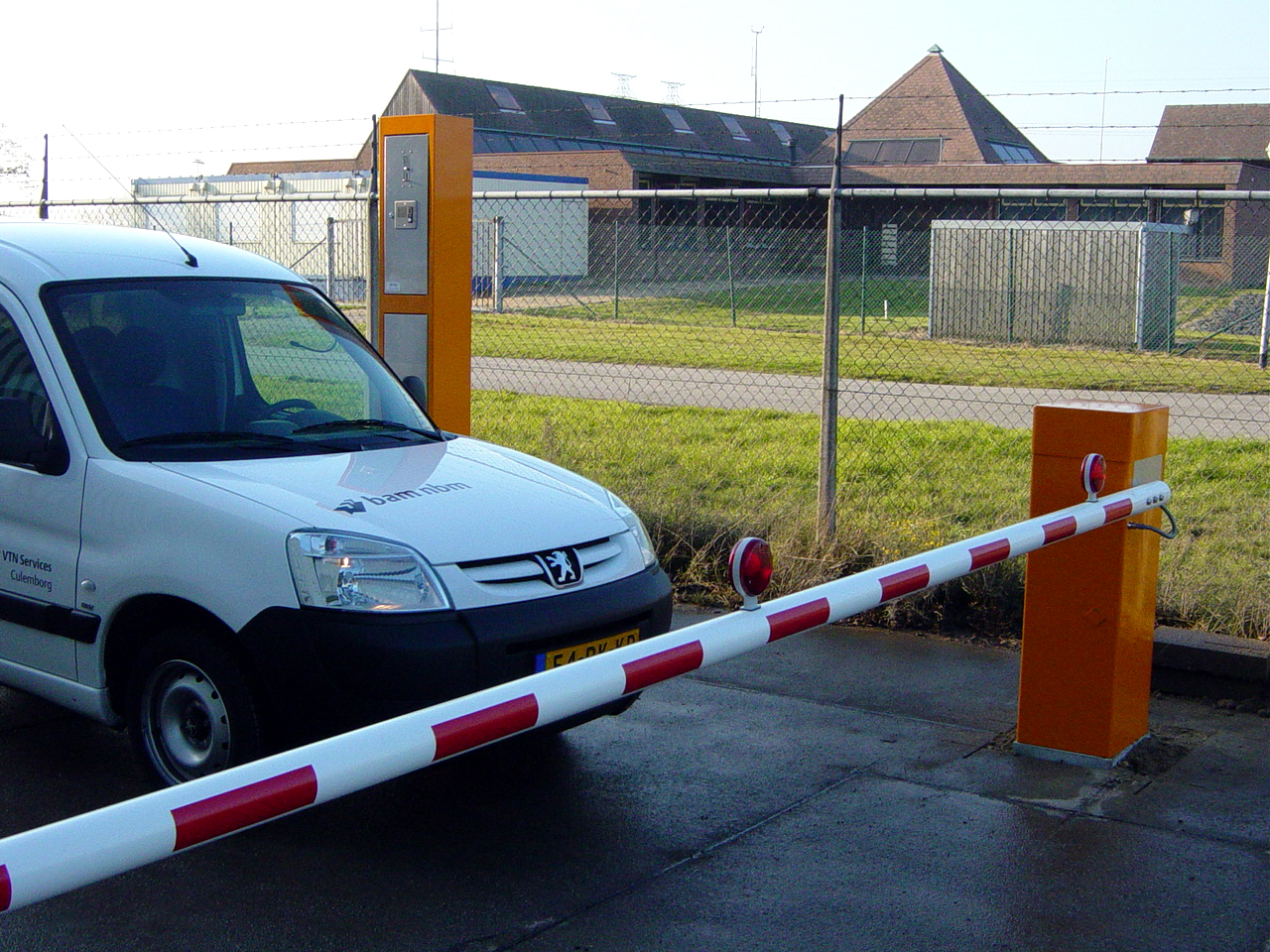
Slagboom bij bedrijventerrein
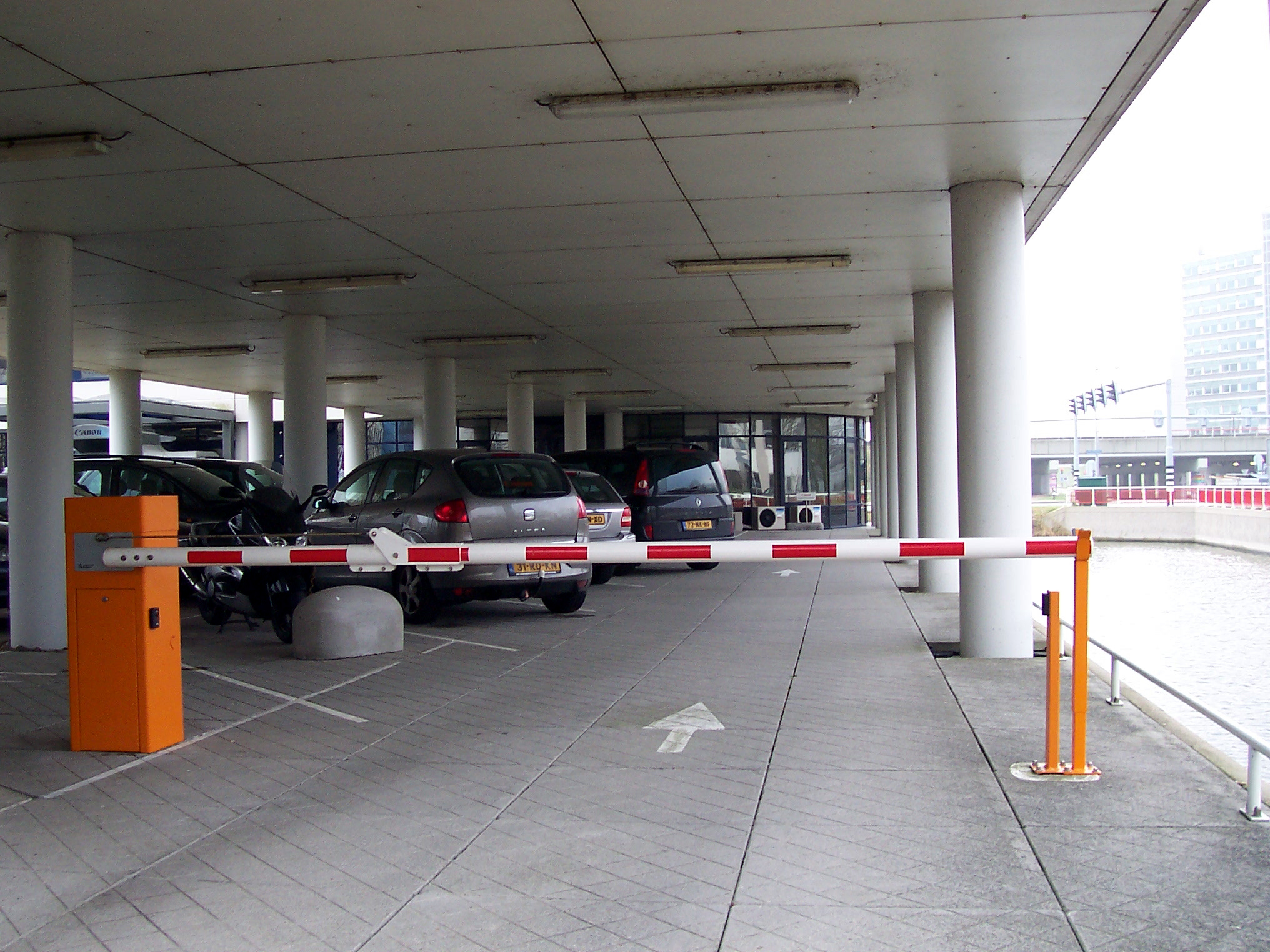
Slagboom bij kantoorgebouw
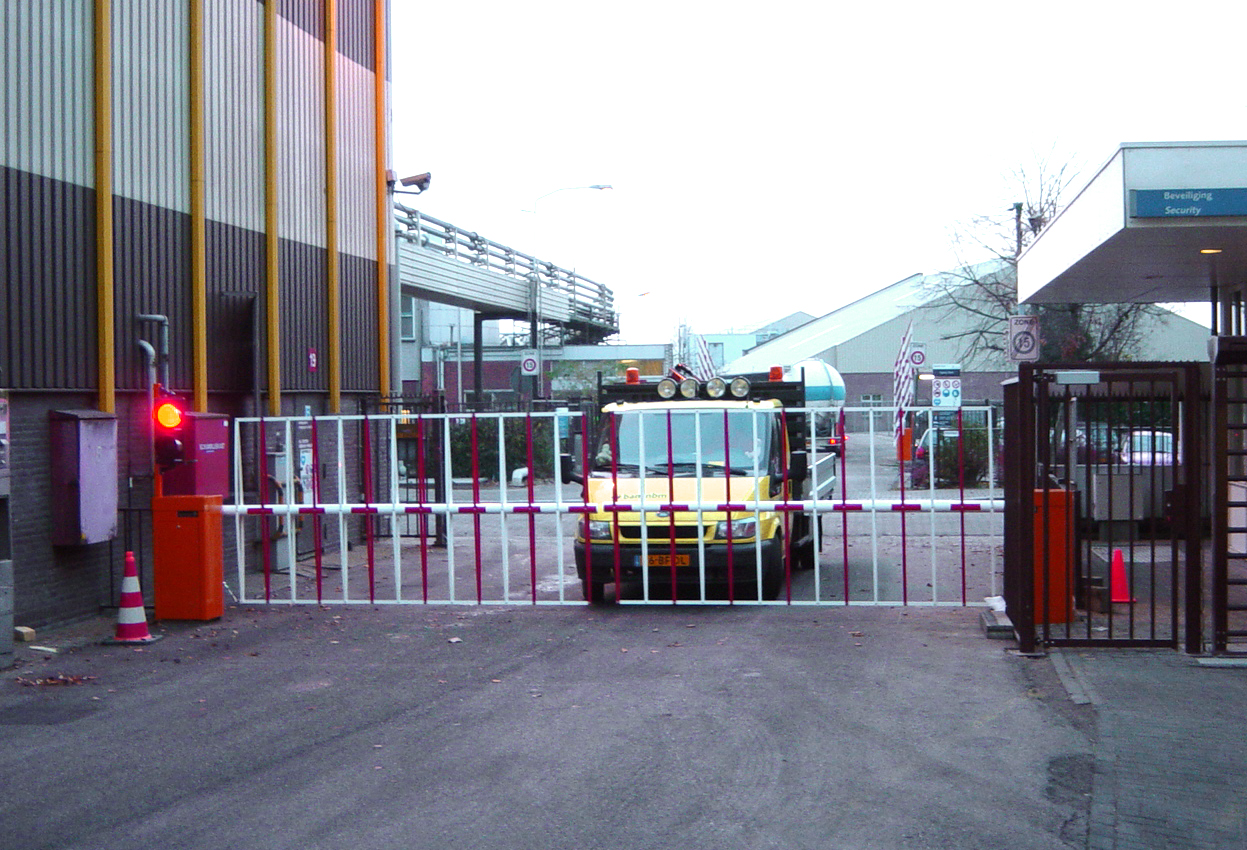
Slagbomen met hekwerken
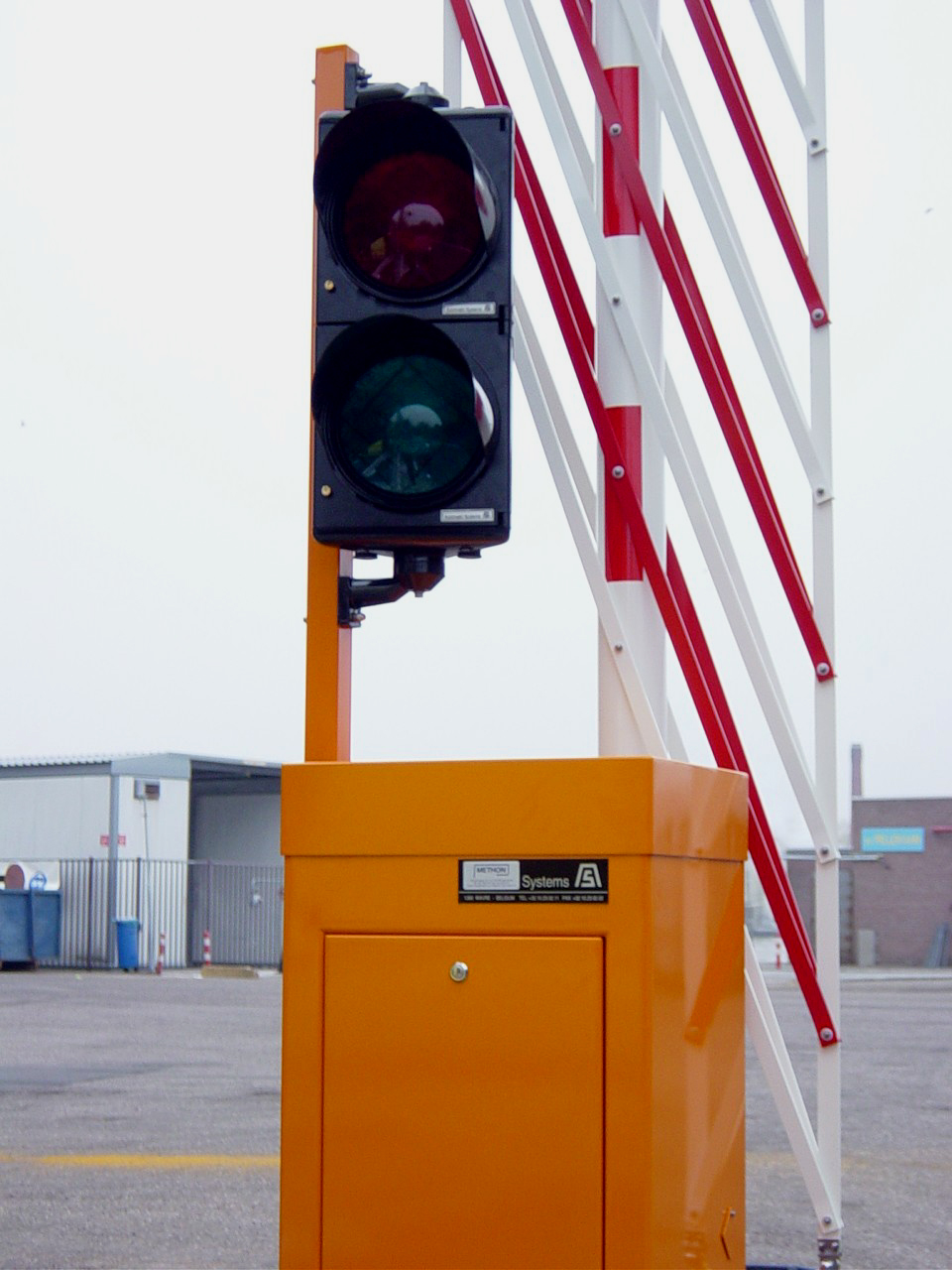
Slagboom met verkeerslicht en vouwhek
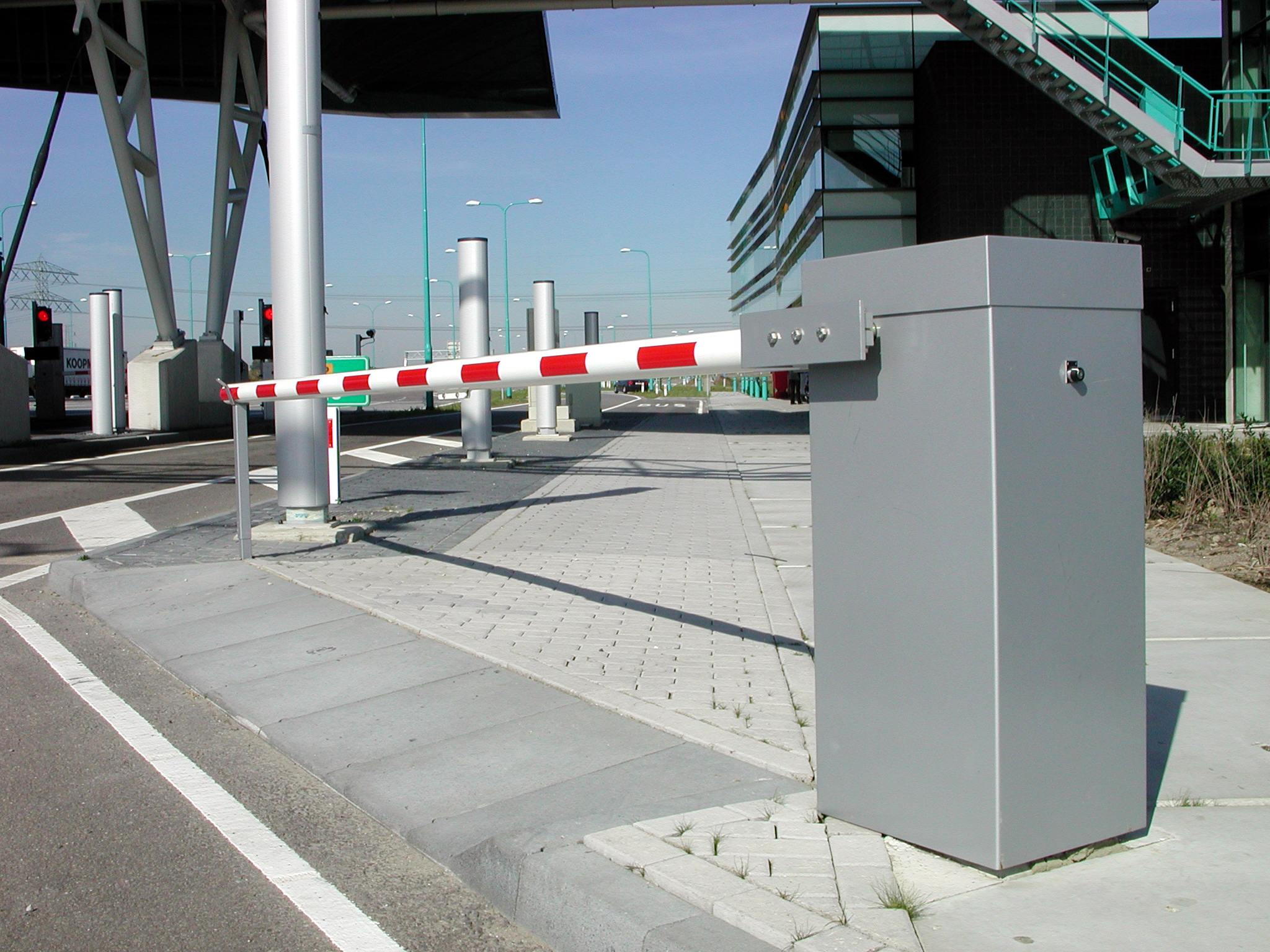
Slagboom voor doorgang werkverkeer
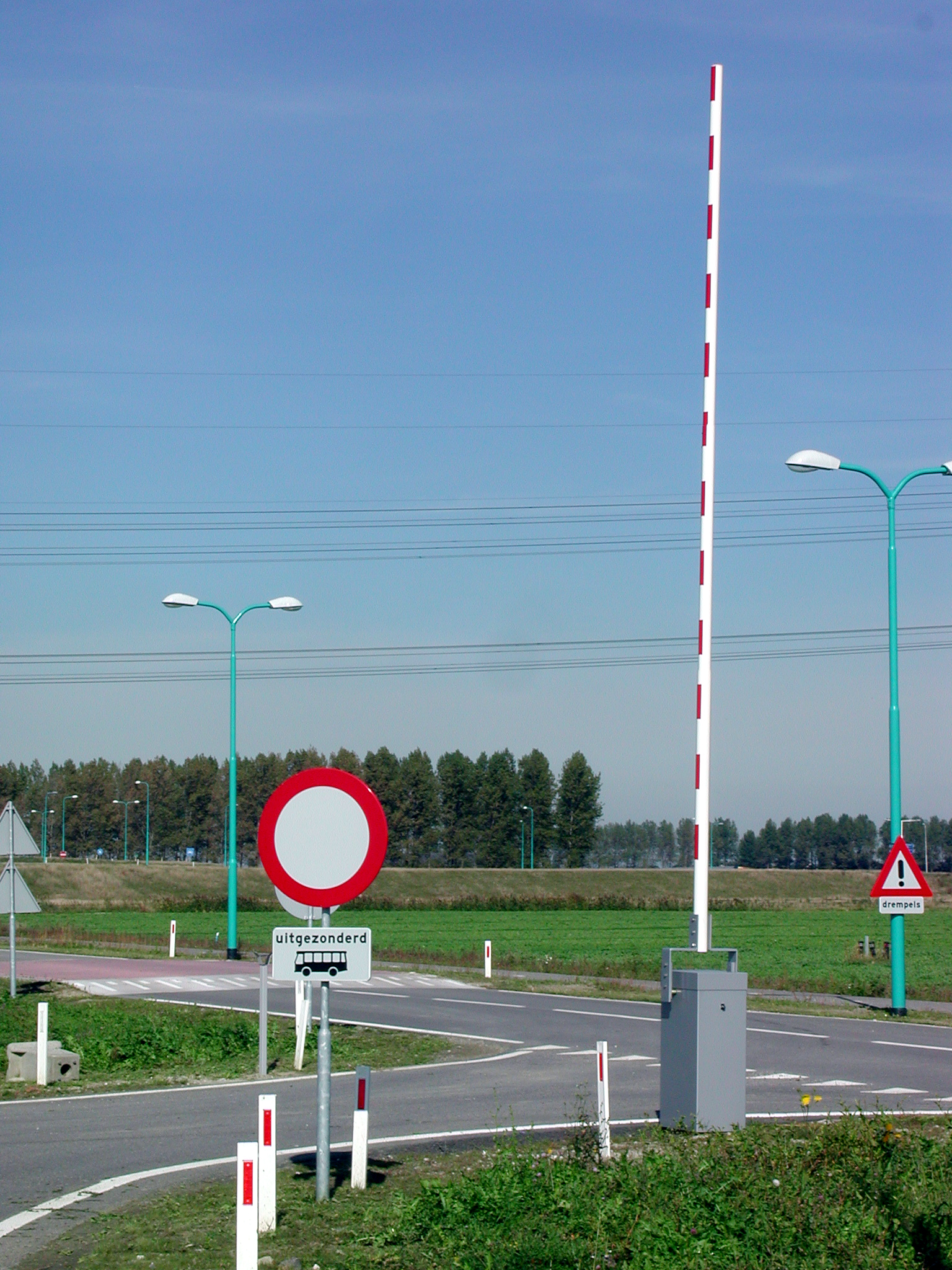
Slagboom voor busdoorgang
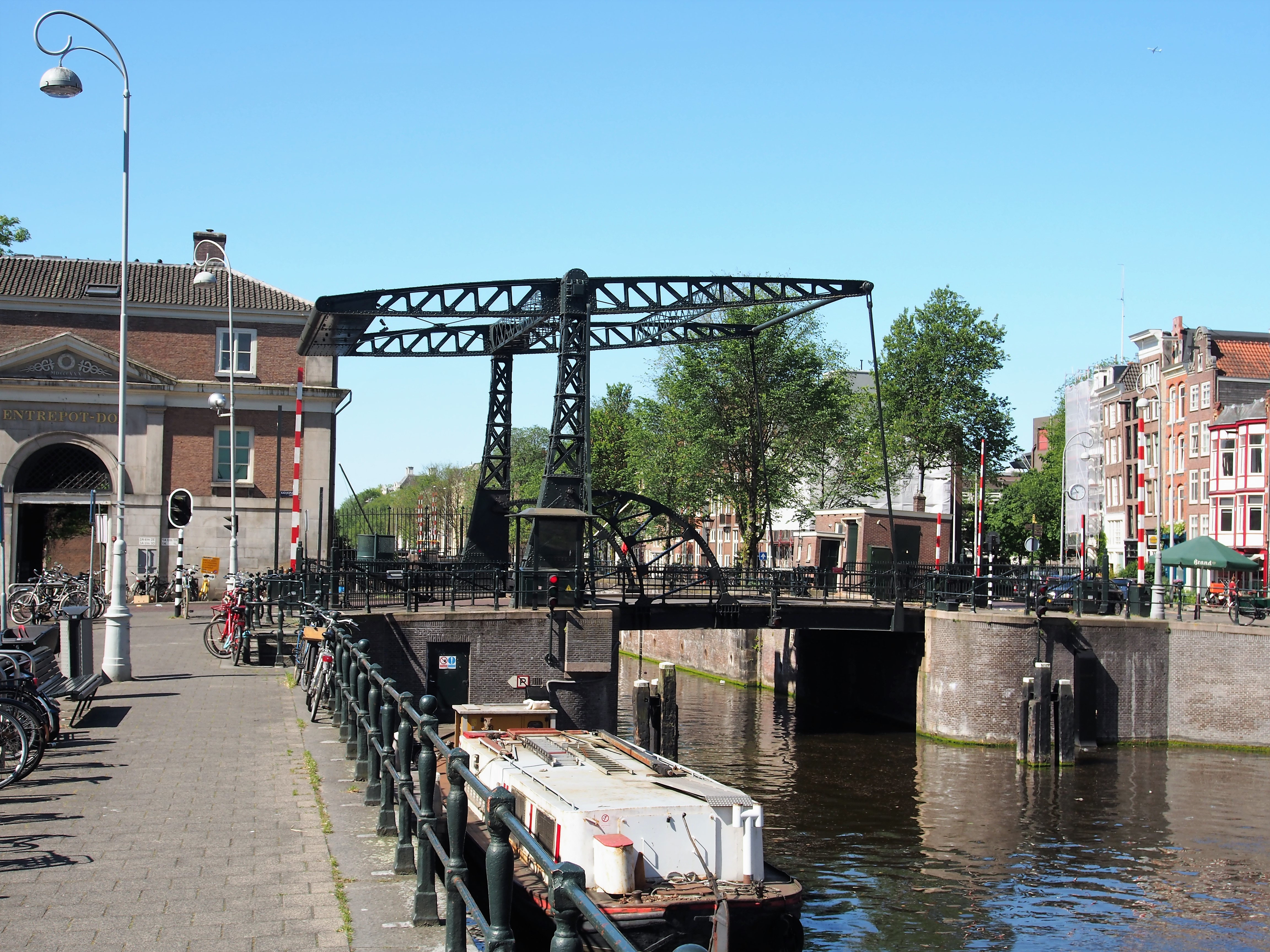
Slagbomen bij een ophaalbrug (Scharrebiersluis, Amsterdam)
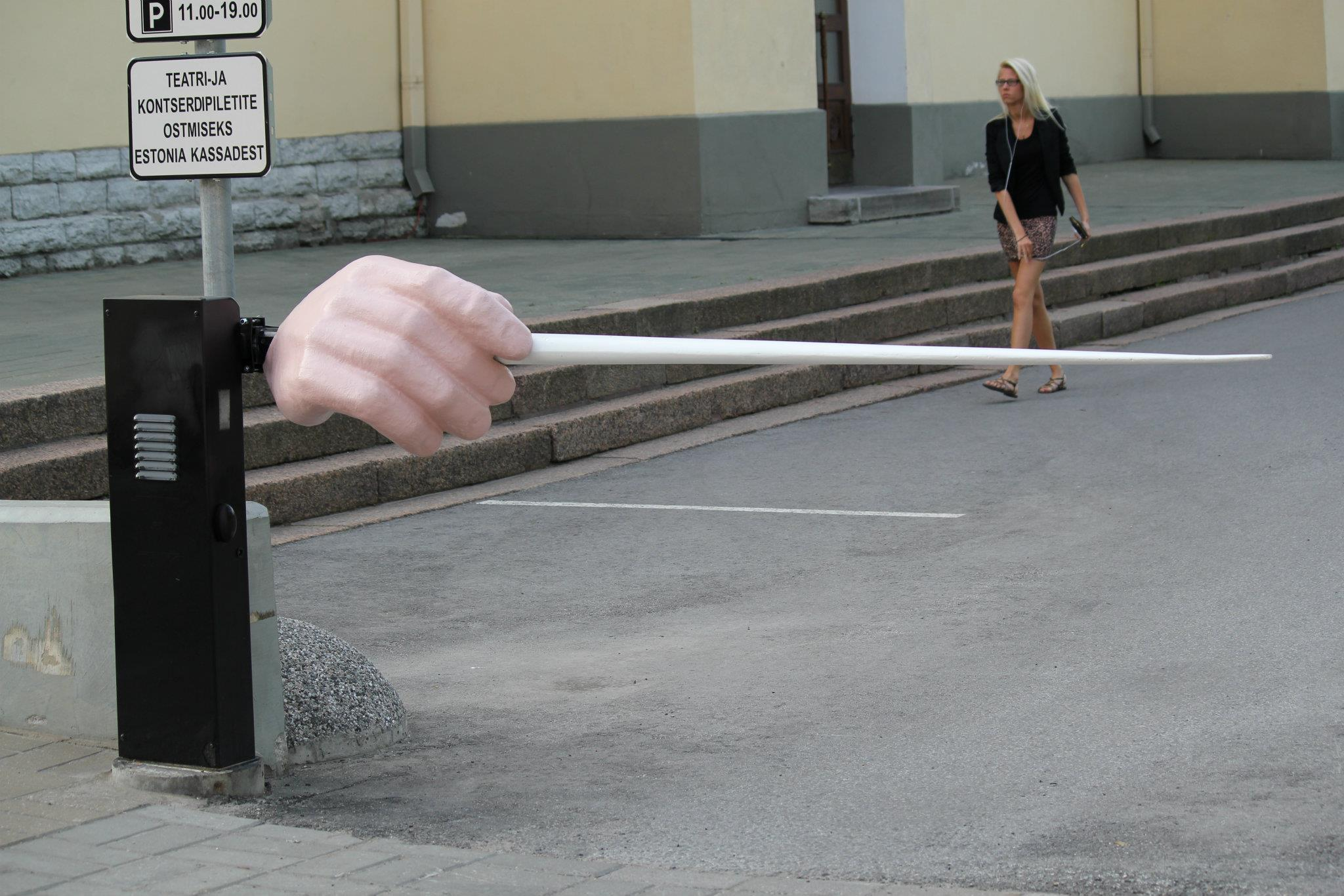
Slagboom in de vorm van een dirigeerstok bij de parkeetplaats van de opera van Tallinn, Estland